# Dana Kimmell
Dana Kimmell (ur. 26 października 1959 w Teksarkanie w stanie Arkansas, USA) – amerykańska aktorka filmowa i telewizyjna.

## Życiorys
Urodzona w stanie Arkansas pod koniec lat pięćdziesiątych, dojrzewała w Teksasie. W szkole średniej była cheerleaderką. Studiowała na Uniwersytecie Kalifornijskim, kampusie w Los Angeles.
Aspiracje aktorskie zaszczepił jej występ w reklamie Kentucky Fried Chicken w 1977 roku. Jeszcze tego samego roku Kimmell odegrała epizodyczną rolę w serialu Aniołki Charliego. Szczególną popularność przyniosła jej postać Chris Higgins, prześladowanej przez psychopatycznego Jasona Voorheesa studentki, wykreowana w horrorze Piątek, trzynastego III (Friday the 13th Part III, 1982) w reżyserii Steve’a Minera. Zagrała też filmową córkę Chucka Norrisa, Sally McQuade, w filmie akcji Samotny wilk McQuade (Lone Wolf McQuade, 1983). W latach 1983–1984 występowała jako Diane Parker w operze mydlanej Dni naszego życia, w roku 1980 grała także postać Dawn Marshall w serialu Texas; za te role nominowano ją do Nagrody Młodych Artystów w 1985 i 1981 r. Była koproducentem filmu Capote (2005).
W 1983 r. wyszła za mąż za Johna Andersona, któremu urodziła dwoje dzieci: Kyle’a i Cody’ego.

## Filmografia
- 1977: Aniołki Charliego (Charlie’s Angels) jako Holly
- 1980: Texas jako Dawn Marshall
- 1982: Piątek, trzynastego III (Friday the 13th – Part III) jako Chris Higgins
- 1983: Drużyna A (The A-Team) jako Lane Carter
- 1983: Samotny wilk McQuade (Lone Wolf McQuade) jako Sally McQuade
- 1983–1984: Dni naszego życia (Days of Our Lives) jako Diane Parker
- 1984: Dynastia (Dynasty) jako Emily
- 1986: Żar młodości (The Young and the Restless) jako Stephanie
- 1986: Detektyw Hunter (Hunter) jako Jill Tyler
- 1986: To znowu Ty? (You Again?) jako Julie
- 1990: Nocny anioł (Night Angel) jako modelka
- 2001: Sins of the Mother jako Susan Smith
- 2013: Crystal Lake Memories: The Complete History of Friday the 13th jako ona sama